# Spineto Scrivia
Spineto Scrivia (piemontesisch Spinegh oder Spinèj) ist eine Gemeinde in der italienischen Provinz Alessandria (AL), Region Piemont.

## Lage und Einwohner
Die Gemeinde Spineto Scrivia liegt knapp 30 Kilometer von der Provinzhauptstadt Alessandria entfernt, in der Nähe der Scrivia, auf einem Hügel. Das Gemeindegebiet umfasst eine Fläche von 4 km² und hat 371 (Stand 31. Dezember 2023) Einwohner.
Die Nachbargemeinden sind Carbonara Scrivia, Paderna, Tortona und Villaromagnano.

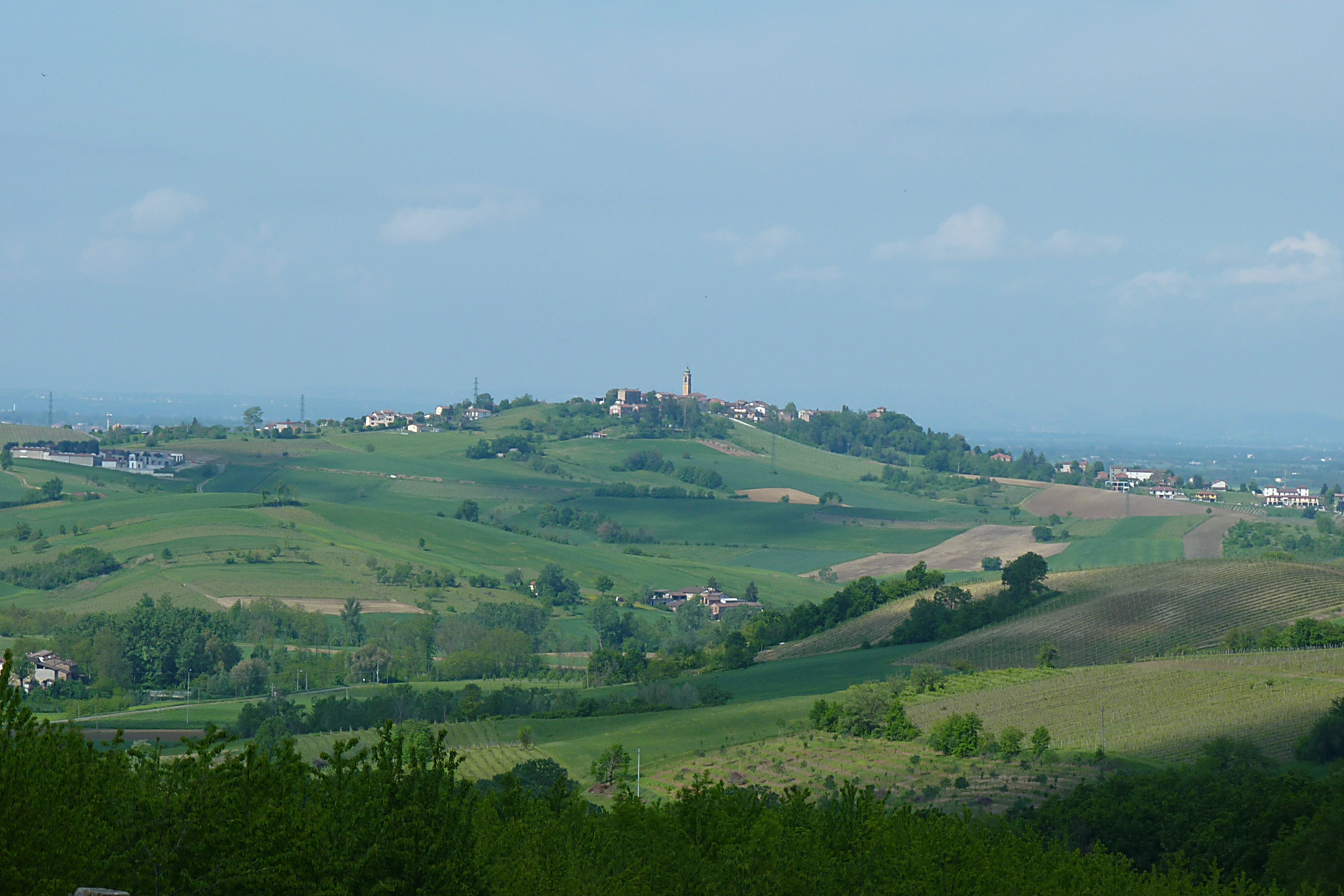
Blick auf Spineto

## Geschichte
Es wurde im Mittelalter um eine Burg herum erbaut und stand einige Zeit lang unter der direkten Herrschaft des Bistums Tortona. Unter seiner Gerichtsbarkeit genoss es einerseits die den bischöflichen Ländereien gewährten Privilegien, andererseits erlitt es im 17. und 18. Jahrhundert zwei schwere Verwüstungen durch französische und deutsche Armeen.
Im Jahr 1828 war es in das Erdbeben verwickelt, das die Tortona-Hügel erschütterte und zur Zerstörung seiner ältesten architektonischen Struktur führte.
Die Hinzufügung des spezifischen Scrivia erfolgte erst 1928. Im Jahr 1929 wurde das nahegelegene Paderna in die Gemeinde Spineto Scrivia eingegliedert. 1949 löste sich Paderna wieder und wurde wieder eine eigenständige Gemeinde.

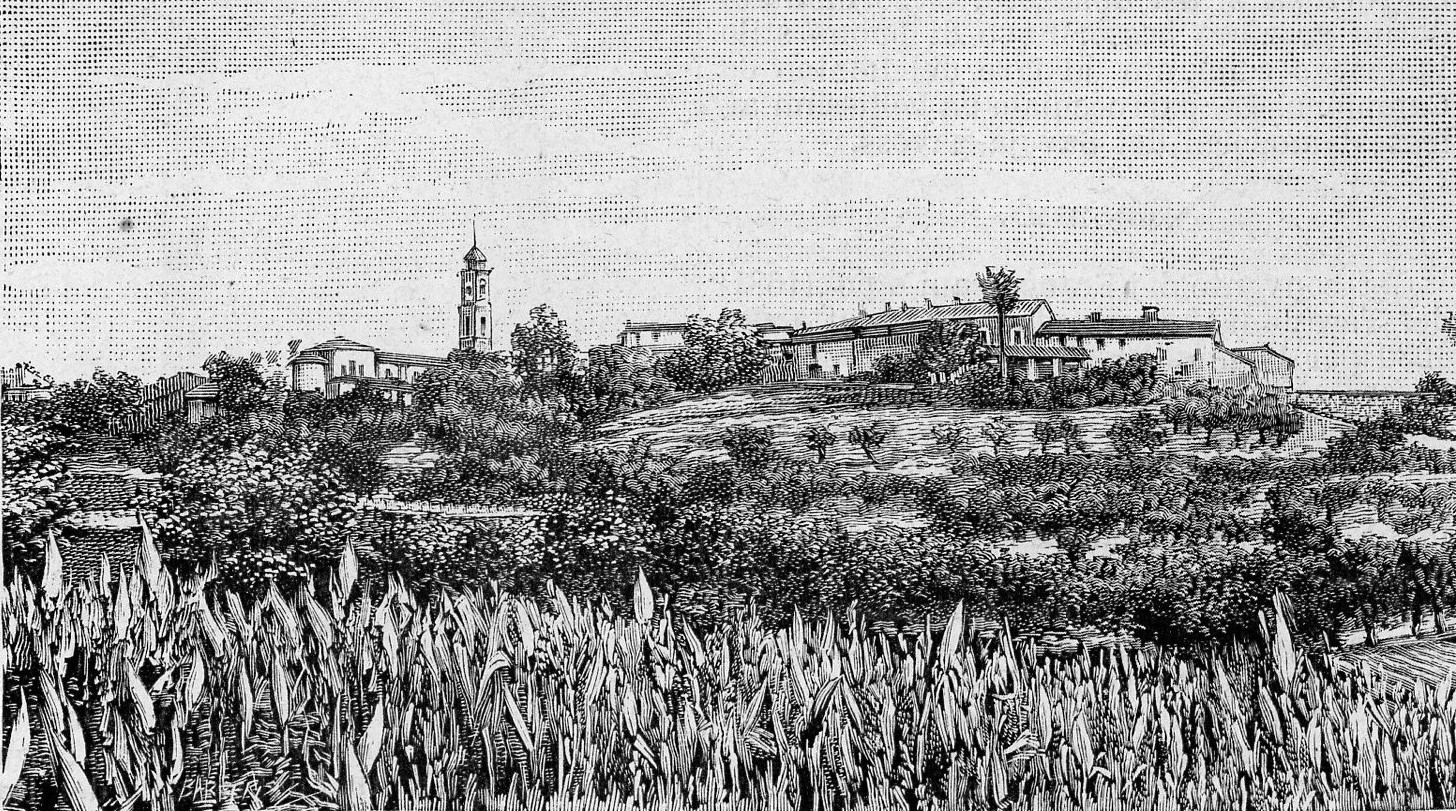
Spineto 1890

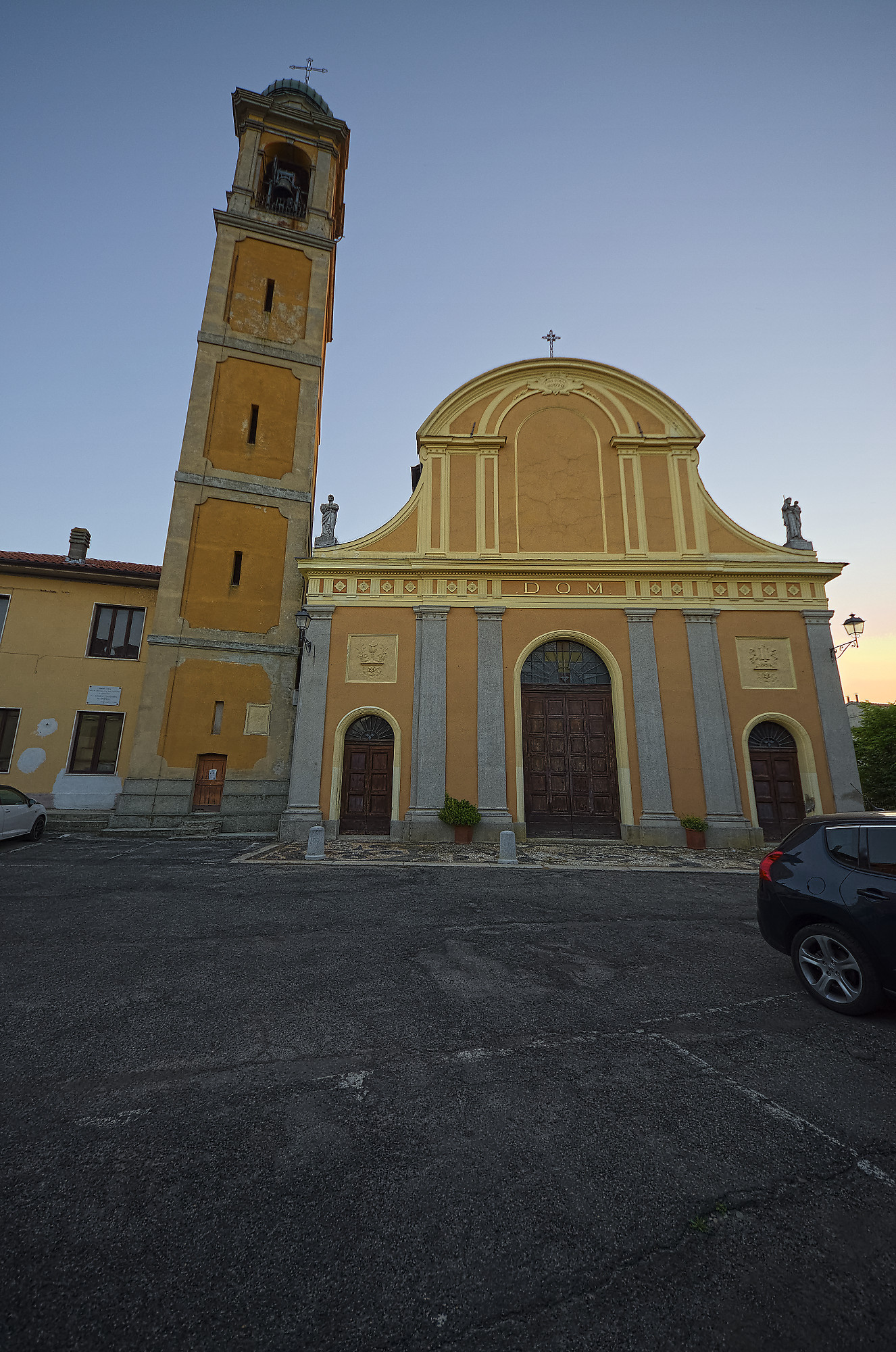
Kirche San Giacomo

## Sehenswürdigkeiten
- Die Ruinen eines niedrigen mittelalterlichen Turms, der Teil der zerstörten Burg war.
- Die ländliche Villa, die auf der Grundlage einer gegen Ende des 16. Jahrhunderts abgerissenen Festung errichtet wurde.
- Die Pfarrkirche San Giacomo Apostolo, die in der zweiten Hälfte des 19. Jahrhunderts auf der Vorgängerkirche aus dem 15. Jahrhundert erbaut wurde und über einen Glockenturm aus dem Jahr 1831 verfügt.[3]